# 格雷斯滕兰德
格雷斯滕兰德是奥地利下奥地利州沙伊布斯县的一个市镇。总面积55.48平方公里，总人口1530人，人口密度27.6人/平方公里（2005年）。